# Siewierodwińsk
Siewierodwińsk (ros. Северодвинск, wcześniej Sudostroj, w latach 1938–1957 jako Mołotowsk) – miasto w północnej części Rosji, w obwodzie archangielskim, port przy ujściu Dwiny do Zatoki Dwińskiej (Morze Białe). Około 181 tys. mieszkańców (2020).
Miejscowość została założona w 1936, a prawa miejskie uzyskała w 1938. W Siewierodwińsku znajduje się stocznia Siewiernoje Maszynostroitielnoje Priedprijatije (Siewmasz) w której produkowane są m.in. okręty podwodne z napędem jądrowym. Ponadto w mieście rozwinął się przemysł maszynowy, spożywczy oraz drzewny.
W latach II wojny światowej mieścił się tu gułag w którym więziono Polaków, m.in. ojca dziennikarki Teresy Torańskiej.

## Galeria

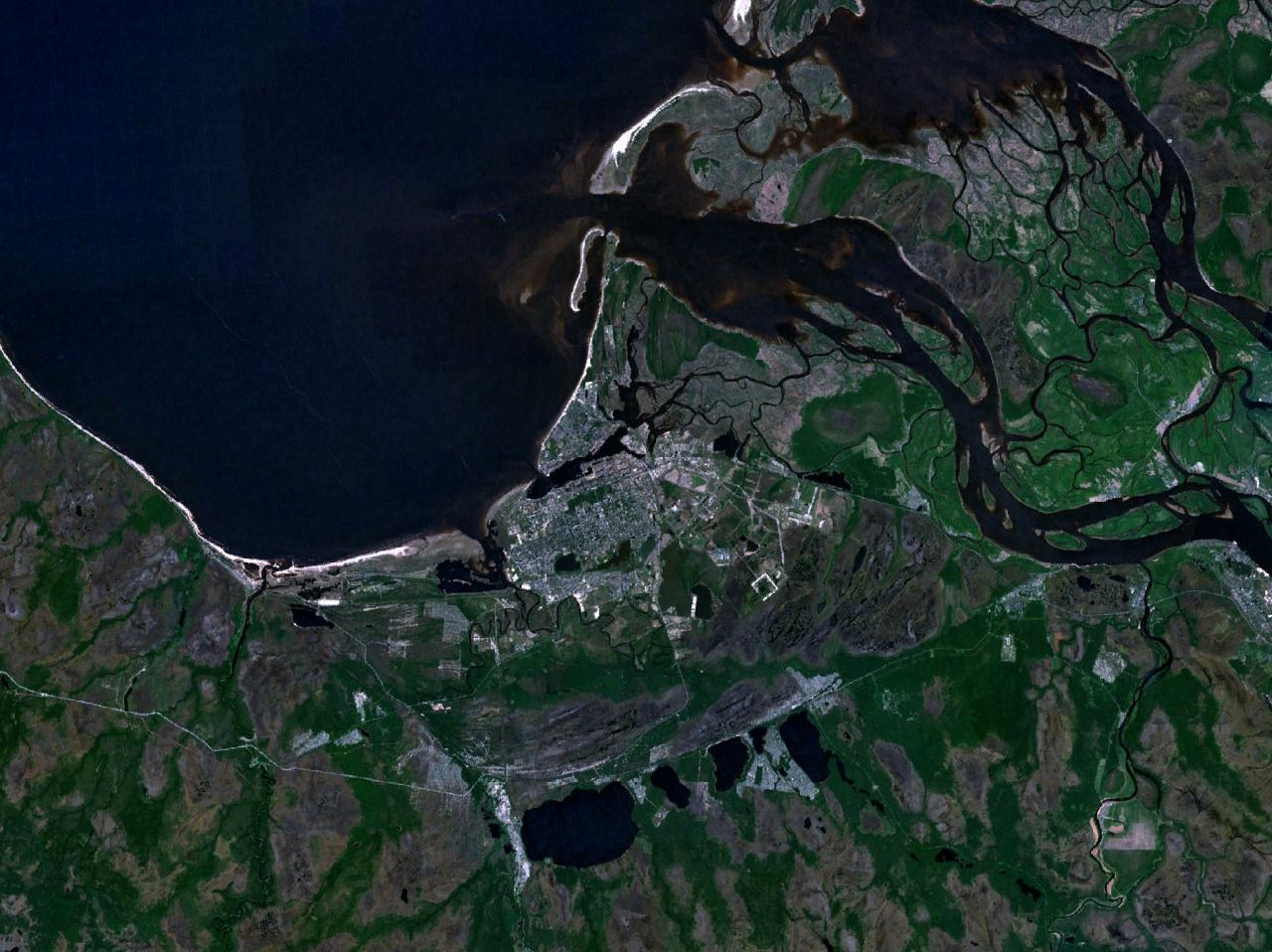
Siewierodwińsk

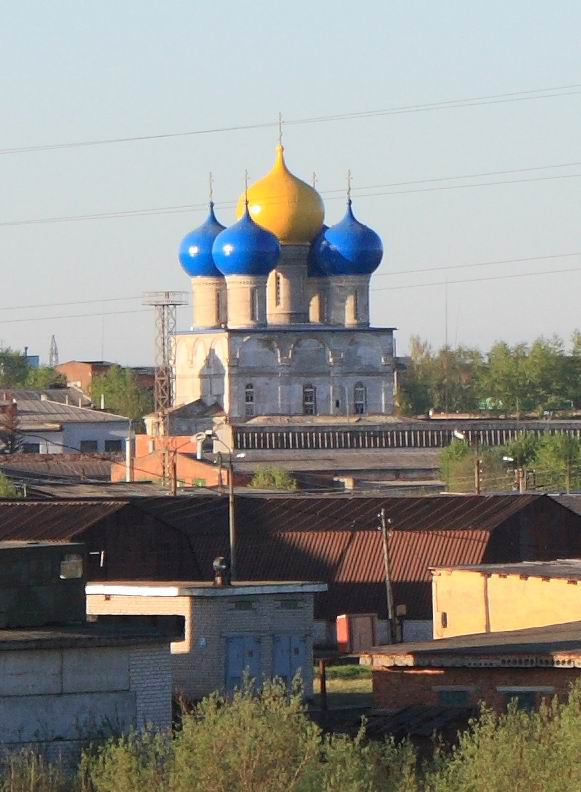
Nikolo-Korelski monaster
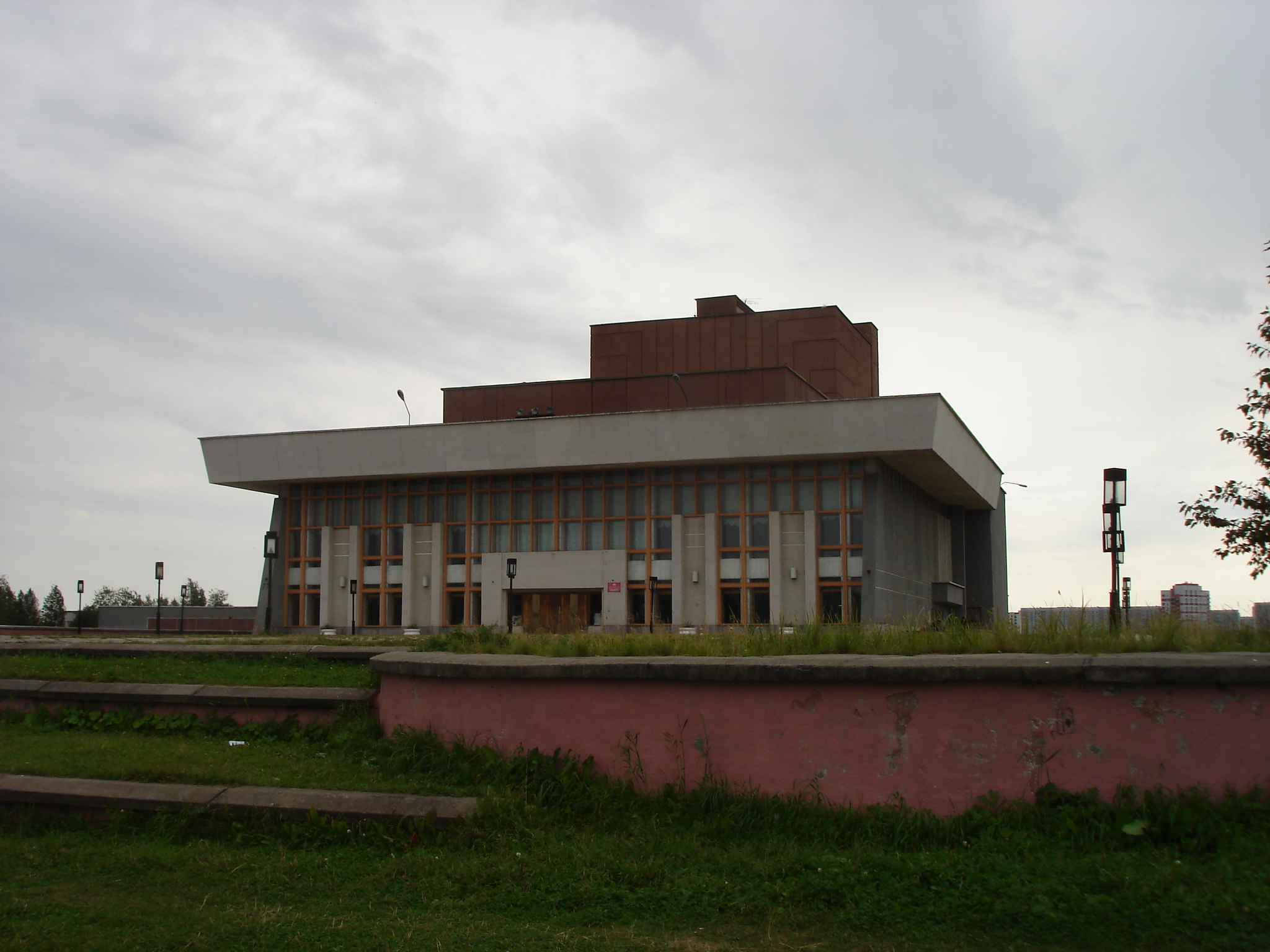
Miejski teatr

## Miasta partnerskie
- Portsmouth, Stany Zjednoczone
- Briańsk, Rosja
- Mozyrz, Białoruś
- Sumy, Ukraina
- Tyraspol, Mołdawia

## Ludzie związani z miastem
- Olga Rukawisznikowa (ur. 1955) – radziecka lekkoatletka specjalizująca się w pięcioboju, uczestniczka letnich igrzysk olimpijskich w Moskwie (1980), srebrna medalistka olimpijska w pięcioboju.
- Michaił Suprun (ur. 1955) – rosyjski historyk, profesor Uniwersytetu Pomorskiego w Archangielsku.